# Jamieson, How & Co.
Jamieson, How & Co. («Джеймисон, Хоу энд Компани») — британская торговая компания, активно действовавшая в Британской Индии и на Дальнем Востоке в XIX веке. Основана в 1817 году тремя коммерсантами — Эндрю Джеймисоном из Глазго, его братом Робертом Джеймисоном из Калькутты и их партнёром Уильямом Маккракеном из Ливерпуля. В 1835 году Эндрю и Роберт Джеймисоны также перебрались в Ливерпуль, после чего ливерпульское отделение компании работало под названием Jamieson Brothers, а отделение в Глазго — под названием Jamieson, How & Co. Отделение в Глазго прекратило своё существование приблизительно в 1849 году, в то время как отделение в Ливерпуле продолжало осуществлять коммерческие операции до 1864 года.
Кроме того, Jamieson, How & Co. имела офисы в Калькутте, Гонконге и Кантоне. Операциями компании в Англии руководил Джордж Джемисон. Во время Первой опиумной войны британцы оккупировали остров Гонконг, и Jamieson, How & Co. была в числе тех первых компаний, которые в июне 1841 года приобрели на аукционе земельные участки в новой колонии. До 1851 года всеми делами Jamieson, How & Co. в Китае руководил Джеймс Фрост Эджер, ставший резидентом-партнёром компании в марте 1843 года.
Он был одним из двух первых неофициальных членов Законодательного совета при губернаторе Гонконга (в 1849 году по протекции губернатора Джорджа Бонэма Эджер и Дэвид Джардин, старший сын некогда могущественного Уильяма Джардина, были назначены мировыми судьями, а в июне 1850 года их избрали в Законодательный совет; Эджер занимал эту должность до 1857 года), а также владел комплексом шикарных бунгало в районе Уэст-Пойнт (нынешний Сайвань). После ухода из Jamieson, How & Co. Эджер учредил собственный торговый дом.
После того, как калькуттский коммерсант Джон Гиффорд в 1850 году стал партнёром компании, она была переименована в Jamieson, Gifford & Co. В 1855 году партнёрство было расторгнуто по взаимному согласию сторон и компания вернулась к своему прежнему названию (но даже в эти пять лет она была известна именно как Jamieson, How & Co.). В 1852 году Jamieson, How & Co. продала свои офисы, склады и пирс на набережной Виктории (старое название столицы Гонконга), а также бунгало на холме Уэст-Пойнта коммерсанту Йорику Джонсу Мерроу (в 1854 году бунгало были переделаны в военные бараки, а позже использовались в качестве гражданской больницы).